# Procédures judiciaires aux États-Unis liées aux détenus de Guantánamo
 (mai 2009).
Si vous disposez d'ouvrages ou d'articles de référence ou si vous connaissez des sites web de qualité traitant du thème abordé ici, merci de compléter l'article en donnant les références utiles à sa vérifiabilité et en les liant à la section « Notes et références ».
Le texte peut changer fréquemment, n’est peut-être pas à jour et peut manquer de recul. 
Le titre et la description de l'acte concerné reposent sur la qualification juridique retenue lors de la rédaction de l'article et peuvent évoluer en même temps que celle-ci.
Les procédures judiciaires aux États-Unis liées aux détenus de Guantánamo ont commencé dès 2002, et étaient toujours en cours en 2013. Après une série de décisions judiciaires, notamment de la Cour suprême, ainsi que de lois du Congrès, la situation juridique de ces détenus, qualifiés par l'administration Bush de « combattants ennemis », dépourvus de tout droit et de toute protection traditionnellement accordée par l'état de droit, demeure peu claire. Dès sa prise de fonction, début 2009, le président Barack Obama a exigé la suspension des procès en cours.
La France est l'un des rares États à enclencher des poursuites judiciaires contre ses propres ressortissants libérés de Guantánamo. Celles-ci ont abouti à une relaxe en février 2007. D'autres États ont immédiatement incarcéré, sans jugement, les ex-détenus de Guantánamo (à l'instar du Yéménite Fawaz Naman Hamoud Abdullah Mahdi). Le Canada, l'Allemagne, le Royaume-Uni ont abandonné toute poursuite judiciaire contre des ex-détenus qui leur avaient été rendus. Plusieurs anciens détenus libérés ont été ensuite tués lors d'actes de terrorisme dans divers pays et d'autres sont recherchés par Interpol.

## Contexte
Les détenus de Guantánamo ont été déclarés par un décret présidentiel de George W. Bush « combattants ennemis ». Ce décret autorisait leur détention sans limite et sans chef d'accusation, la Constitution américaine ne s'appliquant pas selon l'administration Bush à Guantánamo, interdisant ainsi aux détenus de déposer des requêtes d' habeas corpus, fondement de l'État de droit. En outre, le gouvernement américain leur déniait par ce statut toute protection accordée par les Conventions de Genève aux prisonniers de guerre. Ces détenus se trouvent donc dans une situation de limbo ou de no man's land juridique.
D'autre part, par un décret présidentiel du 13 novembre 2001, le président Bush a créé les commissions militaires de Guantánamo, une juridiction d'exception, en précisant qu'il serait impossible d'appliquer dans ces tribunaux « les principes de droit et les règles gouvernant l'usage des preuves généralement reconnus dans les procédures criminelles américaines » .

## Les requêtes d'habeas corpus
Plus de 200 writs of habeas corpus ont été déposés par des détenus de Guantánamo pour, selon les cas, contester leur détention, les « traitements inhumains et dégradants », demander le droit à un avocat, faire cesser les interrogatoires tant qu'ils n'auraient pas d'avocats.
Le premier obstacle opposé à la mise en cause de la détention via un habeas corpus passe par sa déposition nécessaire par un « ami proche » (next friend). Le Center for Constitutional Rights (en) (CCR), volontaire bénévole, a donc dû d'abord retrouver les proches, tâche ardue du fait du refus de la Maison Blanche de communiquer leurs identités. Début 2002, le CCR déposa deux writs of habeas corpus : Rasul v. Bush (en) et Habib v. Bush (en) (citoyen britannique, Shafiq Rasul (en) a été libéré en mars 2004, et Mamdouh Habib (en) rapatrié en Australie en avril 2007 ).

## Rasul v. Bush et Hamdi v. Rumsfeld (2004)
Le 28 juin 2004, la Cour suprême jugea, dans Rasul v. Bush, que le système judiciaire fédéral avait l'autorité pour juger de la légalité de la détention des détenus non-Américains de Guantánamo.
La Cour affirme que l'habeas corpus s'étend à tous les détenus de Guantánamo, même si ceux-ci ne se trouvaient pas à l’intérieur du territoire des États-Unis. Si les détenus eux-mêmes se situent à l’extérieur du giron de la Cour fédérale, les gardiens de ces détenus ne le sont pas. Dès lors, les tribunaux fédéraux américains acquièrent juridiction rationae materiae (subject-matter jurisdiction) pour entendre les recours en habeas corpus des détenus.
La requête d'habeas corpus de Rasul v. Bush regroupait les demandes des détenus britanniques Asif Iqbal et Shafiq Rasul, et de l'Australien David Hicks. La District Court de Washington DC avait rejeté leur demande le 30 juillet 2002, s'appuyant sur Johnson v. Eisentrager (1950), décision dans laquelle la Cour avait jugé que la justice américaine n'avait pas à connaître la situation de prisonniers de guerre allemands détenus par les autorités américaines hors du territoire américain.
Le même jour, la Cour suprême jugea, dans Hamdi v. Rumsfeld, que les citoyens américains avaient le droit de contester la légalité de leur détention à travers un habeas corpus. Initialement détenu à Guantánamo, Hamdi avait été transféré dans une prison militaire à Charleston, en Caroline du Sud, lorsque les autorités américaines se sont rendu compte qu'il était de citoyenneté américaine.
Par ailleurs, la Cour jugea une troisième affaire ce jour-là (Rumsfeld v. Padilla), qui renvoyait non pas à un détenu de Guantánamo, mais à un citoyen américain, José Padilla, qui avait été qualifié de « combattant ennemi » et emprisonné de façon extrajuridique dans une prison militaire de Caroline du Sud. La Cour suprême jugea qu'une erreur de procédure avait été faite dans cette affaire, et la renvoya aux tribunaux inférieurs, ne tranchant pas sur le fond.

## Detainee Treatment Act (2005)
Le Congrès rétorque à Rasul v. Bush en adoptant, le 30 décembre 2005, le Detainee Treatment Act, qui amende la loi sur l’habeas corpus, stipulant qu’aucun tribunal américain n’a juridiction pour entendre un bref d'habeas corpus soulevé par un étranger détenu à Guantánamo.

## Hamdan v. Rumsfeld (2006)
En 2006, la Cour suprême juge, dans Hamdan v. Rumsfeld, que le gouvernement n'avait pas le droit de faire juger les détenus par des commissions militaires, et qu'il s'agissait d'une violation de l'article 3 de la Troisième convention de Genève sur les prisonniers de guerre. Cet article dispose que les prisonniers capturés sur le front doivent être traités de façon humaine et doivent être jugés au cours d'un procès équitable devant « une cour régulièrement constituée offrant toutes les garanties judiciaires ».
L'arrêt affirme en outre que le Detainee Treatment Act, qui suspend le recours en habeas corpus, ne s'applique pas aux recours qui ont été intentés avant son adoption, ne pouvant être rétroactif.

## Military Commission Act (2006)
Peu de temps après, et prenant partiellement en compte les remarques de la Cour suprême, qui avait laissé ouverte cette voie, le Congrès autorise ces commissions militaires en votant le Military Commissions Act de 2006 en octobre. La nouvelle loi s'oppose néanmoins à l'arrêt Hamdan vs. Rumsfeld, en stipulant que la suspension de l'habeas corpus vise toutes les actions, incluant celles se déroulant au moment de l’adoption de la Detainee Treatment Act.
L'habeas corpus ne pouvant être suspendu, selon la Constitution des États-Unis, qu'en cas d'invasion ou de rébellion, un recours raisonnable devant être accordé aux prisonniers dans le cas contraire, le Congrès institua le régime des commissions militaires. Celui-ci empêche au détenu d’avoir accès à la preuve contre lui, lui impose la charge de prouver en quoi sa détention serait illégale.
Le 29 juin 2007, la Cour suprême se dit prête à entendre des requêtes « extraordinaires » d'habeas corpus, ouvrant la voie à une possible remise en cause du Military Commission Act.

## Habeas Corpus Restoration Act (2007)
En septembre 2007, les sénateurs Patrick D. Leahy et Arlen Specter déposent une proposition de loi, intitulée Habeas Corpus Restoration Act de 2007, visant à accorder le droit à l'habeas corpus pour tous les détenus de Guantánamo.

## Al Odah. v. United States et Boumediene v. Bush (juin 2008)
Le 12 juin 2008, la Cour suprême étendit l'habeas corpus aux combattants étrangers dans l'arrêt Boumediene v. Bush,. Par une majorité de cinq voix contre quatre, la Cour jugea que les détenus de Guantánamo doivent avoir accès au système judiciaire ordinaire. Les juges ayant voté contre (John G. Roberts Jr., Samuel Alito, Antonin Scalia et Clarence Thomas) sont considérés comme appartenant à l'aile la plus conservatrice de la Cour.
La septième section du Military Commission Act a été déclarée inconstitutionnelle le 12 juin 2008 dans Al Odah v. United States.
Seize autres détenus ont déposé des requêtes similaires, regroupées dans Al Odah v. United States.

## Décisions judiciaires de libération (fin 2008-début 2009)
Enfin, en octobre 2008, un tribunal fédéral ordonne la libération immédiate de 17 Ouïghours, sur le territoire américain, en estimant qu'il n'y avait « aucune preuve » qu'ils étaient des « combattants ennemis » . L'administration Bush a cependant fait appel. En juin 2009, l'administration Obama a décidé de les libérer, en les envoyant sur l'île de Palaos, suscitant les protestations de la Chine.
Le juge de la Cour de district de Columbia, Richard Leon (en), ordonna le 20 novembre 2008 la libération de cinq détenus algériens, arrêtés en Bosnie, faute de preuve (dont Lakhdar Boumediene (en)). Il jugea toutefois la détention du sixième algérien (en) légale. Nommé en tant que juge fédéral par Bush le 10 septembre 2001, Leon est connu pour être un juge conservateur.
Le juge Leon ordonna ensuite, le 14 janvier 2009, quelques jours avant l'investiture de Barack Obama, la libération de Mohammed el-Gharani, un Tchadien âgé de 14 ans lors de son arrestation au Pakistan. Le juge Leon rejeta les accusations de l'administration Bush selon lesquelles Gharani aurait été vu en Afghanistan, ces allégations se fondant sur le simple témoignage de deux autres détenus, dont le juge questionnait la crédibilité. Le plus jeune détenu de Guantanamo a ainsi été libéré par l'administration Obama en juin 2009, qui l'a renvoyé au Tchad. (Voir aussi Mineurs détenus dans le cadre de la lutte anti-terroriste américaine (en).)

## Les procédures sous l'administration Obama
Le 22 janvier 2009, soit deux jours après son investiture, le président Barack Obama a signé un ordre de fermeture du camp de Guantánamo. Cette mesure étant effective dans un délai d'un an.
Néanmoins, fin janvier, un juge militaire siégeant à l'une des commissions militaires de Guantánamo, instituées par le Military Commission Act de 2002 afin de pouvoir juger hors du système judiciaire ordinaire les détenus de Guantánamo, refusa d'obtempérer aux directives de l'administration Obama, qui requièrent la suspension des procès militaires jusqu'à nouvel ordre. Aussi, le juge militaire en chef à Guantánamo, le colonel James Pohl, décida que le procès d'Abd al-Rahim al-Nashiri, accusé d'avoir organisé l'attentat-suicide d'octobre 2000, au Yémen, contre le navire de guerre USS Cole, se poursuivrait. Cependant, Susan Crawford, la magistrate chargée de superviser les juridictions militaires de Guantánamo, a finalement décidé de suspendre les charges pesant contre lui, « sans préjudice », interrompant ainsi la procédure comme le demandait le président Obama.
Al-Nashiri est l'un des trois détenus, avec Khalid Shaikh Mohammed et Abu Zubayda, qui ont été reconnus avoir été soumis à la torture par l'eau (waterboarding), par le directeur de la CIA, Michael Hayden, le 6 février 2008,,. Al-Nashiri fut transféré à Guantánamo fin 2006, puis accusé en décembre 2008 par une commission militaire,.
Treize Chinois ouïghours détenus à Guantanamo mais innocentés (pour la plupart depuis 2004) par les autorités militaires américaines ont déposé une requête en avril 2009 devant la Cour suprême, visant à obtenir leur libération sur le territoire des États-Unis (aucun État tiers ne les acceptant). Celle-ci a finalement décrété leur requête recevable six mois plus tard, en octobre 2009.
En juin 2009, le premier détenu de Guantanamo a été transféré vers une juridiction civile des États-Unis: il s'agissait de Ahmed Khalfan Gailani, arrêté en 2004 au Pakistan et transféré en 2006 à Guantanamo, soupçonné d'avoir participé à l'organisation des attentats de 1998 contre des ambassades au Kenya et en Tanzanie.
Un mois plus tard, c'était au tour du jeune Afghan Mohamed Jawad d'être déféré devant une juridiction civile. Il avait entre 12 et 17 ans lors de son interpellation en 2002. Accusé d'avoir lancé une grenade contre des soldats des Forces spéciales, il fut par la suite torturé par les Américains, ce qui a conduit à la démission du procureur militaire chargé de son procès.